# Órgão Internacional de Controle de Entorpecentes
O Órgão Internacional de Controle de Entorpecentes (Em Portugal, Órgão Internacional de Fiscalização de Estupefacientes - OICE - International Narcotics Control Board, INCB, em inglês) - é um órgão de fiscalização independente e quase-judicial, criado para monitorar a implementação das Convenções Internacionais das Nações Unidas de controle de drogas. Foi estabelecido em 1968 de acordo com a Convenção Única sobre Entorpecentes, de 1961.

## Composição
A Junta é composta por 13 integrantes, eleitos pelo Conselho Econômico e Social das Nações Unidas. Três integrantes com experiência médica, farmacológica ou farmacêutica são eleitos a partir de uma lista de especialistas indicada pela Organização Mundial de Saúde (OMS) e 10 integrantes são eleitos de uma lista de técnicos nomeados pelos governos.